# 圣马尔谷堂 (赫雷斯)
圣马尔谷堂（西班牙語：Iglesia de San Marcos）是一座罗马天主教教堂，哥特式建筑，位于西班牙南部城市赫雷斯-德拉弗龙特拉。1931年公布为西班牙文化财产。
该堂是1264年国王阿方索十世征服该城后建立的6个堂区之一。目前的建筑建于14世纪中叶，拥有多边形的后殿和穆德哈尔风格的大门，可能兴建于一座原有清真寺的上方。但是直到15世纪中期才有文字记载。
该堂有三个立面，正门为风格主义风格（16世纪）。内部有巴洛克风格的正祭台（18世纪）。